# Астерикс и златни срп
Астерикс и златни срп (фр. La Serpe d'or) је друга епизода серије стрипова о Астериксу, који је писао Рене Госини и цртао Албер Удерзо. Првобитно је објављиван у француском часопису Пилот од бр. 42 (11. август 1960.) до броја 74 (30. март 1961.). Као засебан албум објављен је 1962. у оквиру едиције Пилот колекција и штаман је у 15.000 примјерака. До сада је доживио осам реиздања у Француској.
Као албум ова епизода је у СФРЈ објављена у другом броју едиције "Астериксовог забавника" у издању "Маркетпринт" из Новог Сада. У шестом броју стрип часописа "Бисер стрип" који су издавале "Дечије новине" из Горњег Милановца ова епизода је објављена под насловом "Астерикс и златни срп". У стрип ревији "Стрипотека" коју је издавао "Маркетпринт" ова епизода је објављена у четири дијела од којих је сваки наставак носио посебан наслов: "Златни срп" (број 101), "Астерикс и шверцери златних српова "(број 102), "Неустрашиви гали" (број 103) и "Збогом златна Лутецио (број 104). Наредно издање је објављено у СРЈ у оквиру "Политикиног забавника". Чаробна књига је ову епизоду објавила у оквиру интегралног албума број 1, 2018. године.

## Радња
При убирању имеле, друид Аспириникс слама свој златни срп. Уколико се не посјече златним српом, имела неће манифестовати своје магичне моћи, те чаробни напитак губи своје дејство. Такође, без српа не смије да присуствује великом збору друида у Картунској шуми. Астерикс и Обеликс путују у Лутецију са намјером да купе нови златни срп за друида, од Обеликсовог даљег рођака Експортикса. На путу до тамо их пресрећу друмски разбојници, али су брзо и лако савладани. Приликом одмора у једној крчми сазнају да у Лутецији влада несташица српова. Дошавши у Лутецију сазнају да је Експортикс нестао. Распитују се код крчмара, власника крчме "Код Авренца весељака", који тврди да не зна ништа. Гостионичар напрасно затвара крчму, а потом даје опис Астерикса и Обелика лукавом Тромиксу, који их пресреће и представља им се као Експортиксов пријатељ. Од њега сазнају да се Експортикс повукао из посла, али их одводи до свог шефа, власника кабареа Комовикса који им може помоћи. Он им нуди златни срп по превисокој цијени, а затим их вријеђа након што Гали одбијају да плате. Свеопшту тучу која је избила, прекида долазак римске патроле, који их одводе до центуриона, а након расправе са њим долазе и до декадентног префекта Гракуса Мљацкуса. Он их ослобађа "јер га нервирају". Од центуриона сазнају да је Експортикс вјероватно киднапован од стране шверцера срповима. Враћају се назад до Експортиксовог стана и крчме "Код Авренца весељака", коју је власник у међувремену, на брзину, продао и отишао у Герговију. Астерикс и Обеликс га сустижу и од њега сазнају да га је Тромикс приморао да ради као шпијун за њега, јер је био свједок Експортиксове отмице. Враћају се назад у Експортиксову кућу у потрази за траговима, али их поново хапси римска патрола. У ћелији сазнају од пијанца, који је затворен са њима, да се Тромикс састаје са Комовиксом код столкамена у Булоњској шуми. Гали потом бјеже из затвора и одлазе у шуму препуну разбојника и вукова. Испод столкамена откривају тајни улаз који води до скровишта пуног златних српова. Сукобљавају се са Тромиксом, Комовиксом и њиховим људима. Савладавши их откривају да је Комовикс побјегао. Остављајући Тромовикса затвореног у складишту, Гали крећу у потјеру за Комовиксом, али како су налетјели на римску патролу, они су по трећи пут ухапшени и бачени у затвор. Они бјеже из затвора и упадају у префектове просторије гдје затичу Комовикса и Гракуса Мљацкуса како разговарају. Префект признаје да је организовао шверц златних српова ради забаве и новца. Центурион их хапси, а Гале пушта на слободу. Експортикс који је ослобођен из подрума префектове палате, враћа се у своју радњу и својим спасиоцима поклања најбољи златни срп, који га односе друиду Аспириниксу.

## Ликови
- Астерикс, ратник;
- Обелик, достављач менхира;
- Тамбурикс, бард;
- Аспириникс, друид;
- Дрматорикс, сеоски старјешина;
- Тромикс, Лутецијанац, помоћник Комовикса, шверцер златних српова;
- Комовикс, Лутецијанац, власник кабареа, шеф шверцера златним срповима;
- Гракус Мљацкус, римски префект Лутеције, вођа шверцера златним срповима;
- Клаудијус Метробус, туристички водич у Лутецији;
- Експортикс, произвођач и трговац златним срповима у Лутецији, Обеликсов рођак;
- трговац вином из Авреније;
- римски декурион и његова патрола;
- римски центурион;
- роб префекта Гракуса Мљацкуса;
- крчмар из Масилије;
- пијани галски заробљеник.

## Занимљивости
- Ово је прва епизода гдје је Обеликс раме уз раме уз Астерикса, односно има главну улогу.
- Прва авантура која се одвија изван галског села
- Лутеција је име под којим је основан град који данас познајемо као Париз.[2] Основали су га средином 3. века пре нове ере Паризи, галско племе. Град под римску власт пао 52. п. н. е. након што га је освојио Гај Јулије Цезар.[3] Лутеција је 360. године н.е. добила име Париз.
- Страна 6, трећи ред, други панел - воловска трка 24 часа Suindinum, заправо представља чувени годишњи догађај у аутомобилизму - 24 часа Ле Мана ауто трке, установљене 1923. године. Иначе, Suindinum је заиста старо има мјеста Ле Ман.[4] У америчком издању трка је названа Suindinum 500. Један од такмичара у трци је карикатура француског карикатуристе Жана Гратона. Међутим, будући да се галско село налази у Арморици, није логично да пролазе поред Ле Мана да би од Арморике стигли до Лутеције.
- Страна 18, први панел – Галски пијетао – национални симбол и понос Француске.
- Страна 24, други ред, први панел – туристичка агенција представља париски ноћни клуб и кабаре Мулен Руж (Представљн као црвена вјетрењача што и јесте дословно значење).
- Иста страна, последњи панел – пас који гледа у Астерикса и Обеликса је наговештај будућег пратиоца протагониста стрипа – пса Гаровикса!
- Страна 30, Астерикс први пут вади мач.
- Од 32. стране до краја стрипа - каишеви стрипа су цртани на другачији начин. Наиме, цртани су у формату различитом од стандардног Астериксовог, те су сами каишеви мањи, а размаци међу њима већи. Лако је уочљиво, с обзиром да тих 12 страна више личи на колекцију новинских стрипова него на стандардни албум. Удерзо је образложио да је грешка настала махинално, као посљедица рада на неколико различитих стрипова истовремено.
- У овој епизоди Госини и Удерзо уводе један од својих омиљених трикова, тзв. поновни гег (енгл. Running gag). Ријеч је о шалама које се понављају више пута током једне епизоде или цијелог серијала. У овој епизоди ово је оличено у сталним сударима са једном те истом патролом римских легионара, односно аудијенцијама код префекта Дибидуса Мортуса као и сусретима са локалном пијаницом.
- Лик префекта Гракуса Мљацкуса је нацртан по узору на енглеског глумца Чарлса Лотона (1899 – 1962.)[5]
- Лик крчмараиз Масилије је такође омаж једном глумцу. У питању је француски глумац Жил Мураире Рајму (1883 – 1946.) за којег је Орсон Велс својевремено изјавио да је „највећи глумац који је икад живио“.
- римски пут VII којим Гали пролазе у потјери за крчмаром из Авреније је алузија на национални пут 7.
- Иако је гозба под звјезданим небом приказана на последњој страни, она се не налази у првом плану. По први пут је сеоском барду Тамбуриксу онемогућено да присуствује гозби. Овај детаљ ће постати неизоставан у наставку серијала.
- Приликом туче у Комовиксовом кабареу, декурион констатује да је стање у кабареу равно страдању Помпеје. Ово је анахронизам пошто се фатална ерупција Везува догодила тек 79. године нове ере.
- На другој страни, аутори дају мали наговјештај о радњи у идућој епизоди. Ради се о годишњем збору друида у Картунској шуми.
- Стрип обилује алузијама на данашње вријеме, на однос села и града. Након што дођу у Лутецију Гали виде да је град закрчен услијед густог саобраћаја што возаче чини агресивним, рибар им се жали да је ријека загађена празним амфорама и да нема рибе, коментаришу загађен ваздух и високе цијене намирница итд. Када се врате у село, једна дјевојка узвикује: "Рећи ће нам шта се ове сезоне носи у Лутецији", алудирајући на чињеницу да је Париз једна од престолница моде.

## Галерија
- Насловна страна интегралног албума у издању "Чаробне књиге"
- Бисер стрип број 6
- Насловна страна Астериксовог забавника